# جوزپه آرچیمبولدو
جوزپه آرچیمبولدو (به ایتالیایی: Giuseppe Arcimboldo) (زادهٔ ۱۵۲۷ در میلان — درگذشتهٔ ۱۵۹۳ در میلان) نقاش ایتالیایی بود که بیشتر برای آفرینش تک‌چهرههای ذهنی تماماً ساخته شده از ترکیب اشیایی مانند میوه‌ها، سبزیجات، گل‌ها، جانوران و کتاب‌ها، شناخته می‌شود. نقاشی‌های او در سدهٔ ۲۰ میلادی توسط سالوادور دالی و نقاشان سورئالیست دیگر ستوده شدند. آرچیمبولدو نقاشی از این اشیاء را به گونه‌ای روی بوم ترتیب می‌داد که کل مجموعه از اشیاء یک سوژه پرتره قابل تشخیص باشد.

ورتومنوس، پرتره‌ای از رودولف دوم. اکنون در قلعه اسککلستر، سوئد

## زندگی
جوزپه آرچیمبولدو، در ۱۵۲۷ میلادی در میلان ایتالیا به دنیا آمد و در سال ۱۵۹۳ از دنیا رفت و عمرش به نقاشی در کلیساها و تزئین کاخ‌ها گذشت، سالهای زندگی او از سالهای زندگی نقاشان مشهوری مثل میکل آنژ، رافائل و داوینچی چندان دور نیست. پدرش از نقاشان دولتی بود و باعث شد تا پسرش نیز خیلی زود وارد این حرفه شود. او آنقدر استعداد داشت که در سال ۱۵۴۹ وقتی ۲۲ ساله بود، وظیفهٔ نقاشی بر شیشه‌های کلیسای مرکزی میلان به او سپرده شد. او نقاش بر دیوار را در سال ۱۵۵۶ تجربه کرد و در سال ۱۵۶۲ به عنوان نقاش دربار فردیناند یکم برگزیده شد.
او عاشق کشیدن پرتره بود؛ اما پرتره‌های معمولی نمی‌کشید، کار او قرار دادن انواع و اقسام سبزیجات و میوه‌ها و حیوانات کنار هم و درآوردن صورتهای انسانی از میان آنها بود. او صورت «فلورا» الههٔ گل را با ترکیبی از گلهای مختلف با کنار هم قرار دادن آنها نقاشی کرده که این نقاشی به سال ۱۵۹۱ برمی‌گردد که این اثر اکنون در یک مجموعهٔ خصوصی در پاریس است. او چهار فصل را بین نقاشیهایش دارد. به این صورت که هر فصل با زیبایی‌ها و میوه‌هایش در صورت ۴ انسان گنجانده شده‌اند. تابلوی زمین آرچیمبولدو که در سال ۱۵۷۰ روی چوب نقاشی شده؛ تصویر یک انسان است که اجزای صورتش را حیوانات تشکیل می‌دهند. نقاشی دیگر او روی چوب که در سال ۱۵۹۰ با رنگ روغن کشیده شده‌است؛ تلفیقی است از تمامی میوه‌ها، که با کنار هم قرار گرفتن صورت یک انسان را ساخته‌اند، این اثر نصیب موزه‌ای در سوئد شد.
تابستان ۲۰۰۸ در موزهٔ لوکزامبورگ نمایشگاهی برپا شد که حدود ۱۰۰ تا از تابلوهای این نقاش را در آن جمع کرده بودند.

## نگارخانه

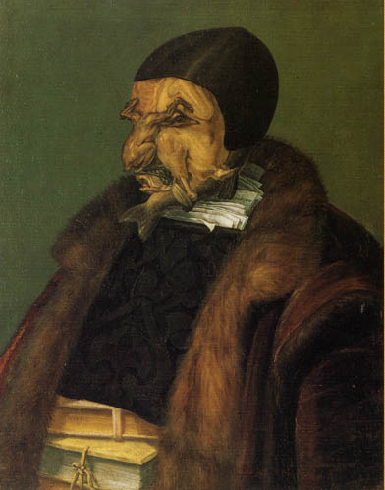
«حقوق‌دان»، ۱۵۶۶، با استفاده از ماهی و قورباغه
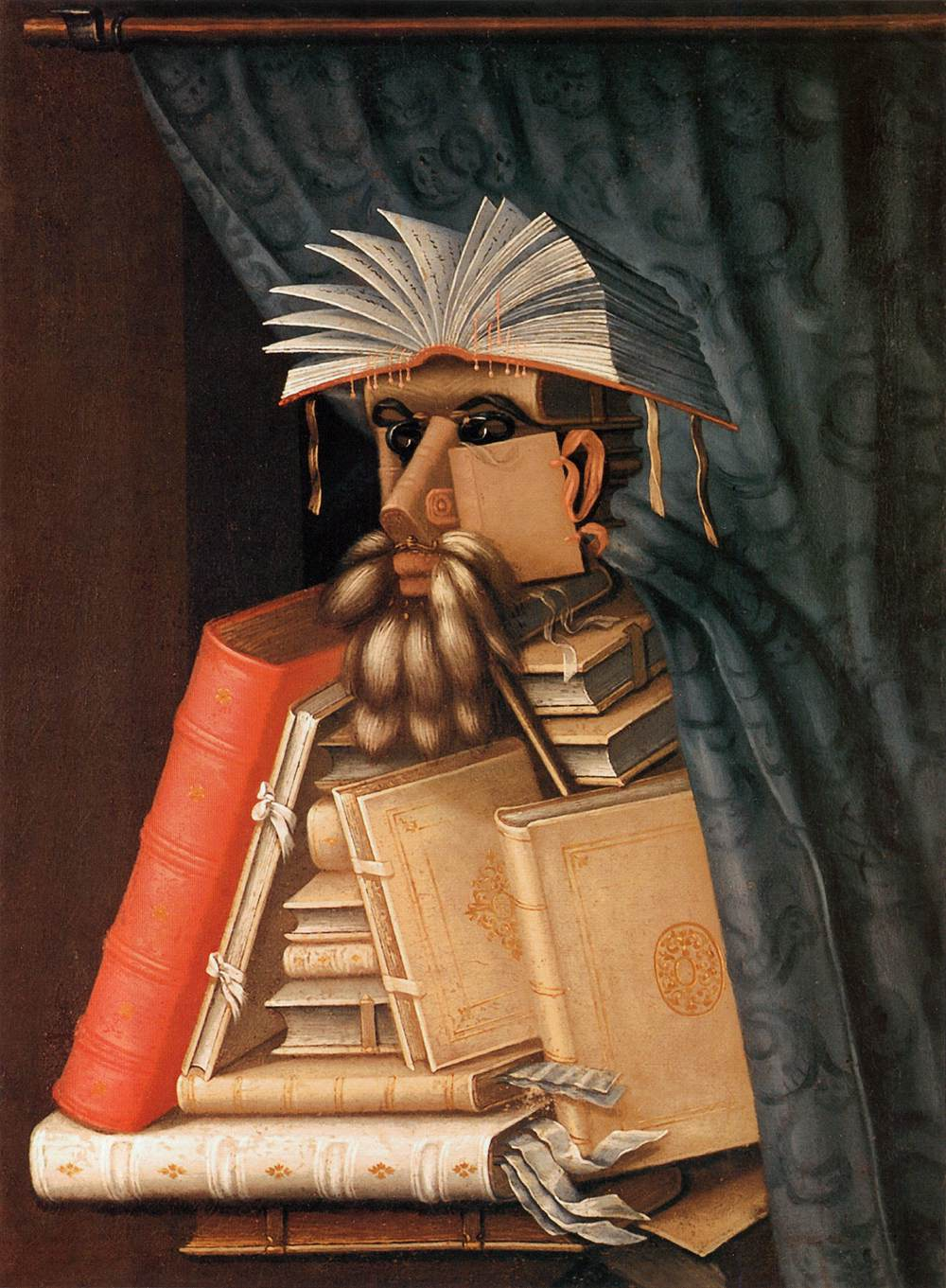
«کتابدار»، ۱۵۶۶، با استفاده از کتاب
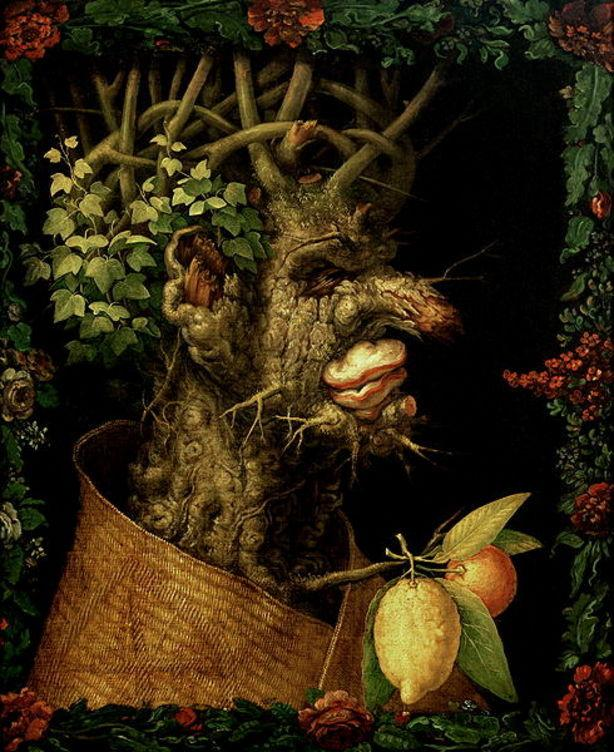
«زمستان»، ۱۵۷۳، موزه لوور، پاریس
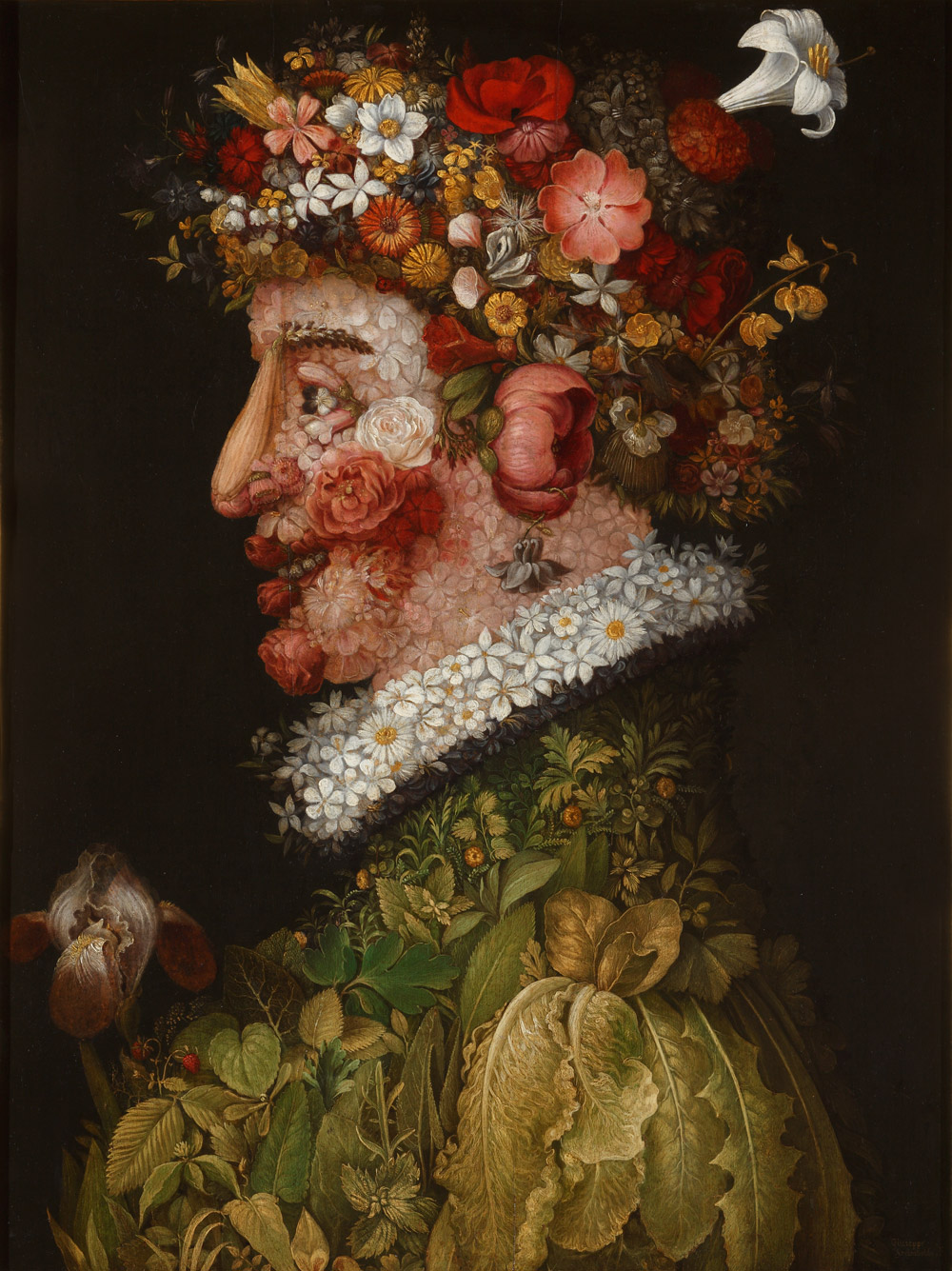
«بهار»، ۱۵۷۳، مادرید
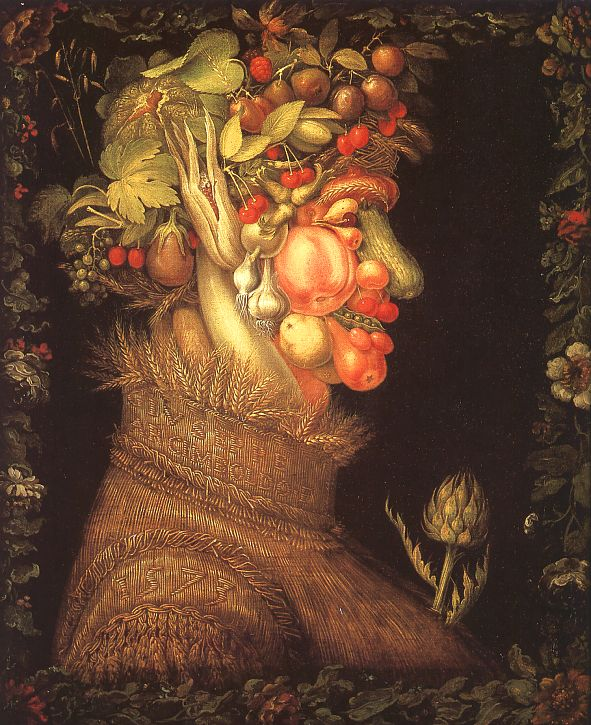
«تابستان»، ۱۵۷۳، رنگ روغن، موزه لوور
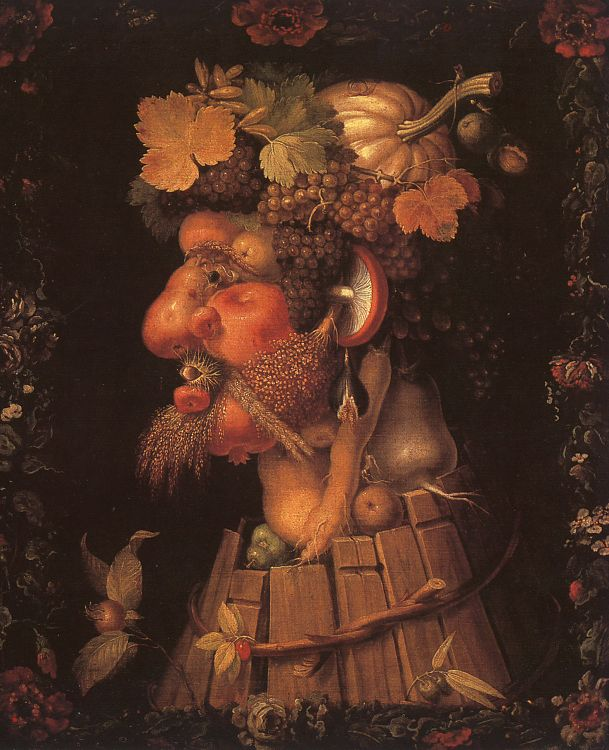
«پاییز»، ۱۵۷۳، رنگ روغن، موزه لوور
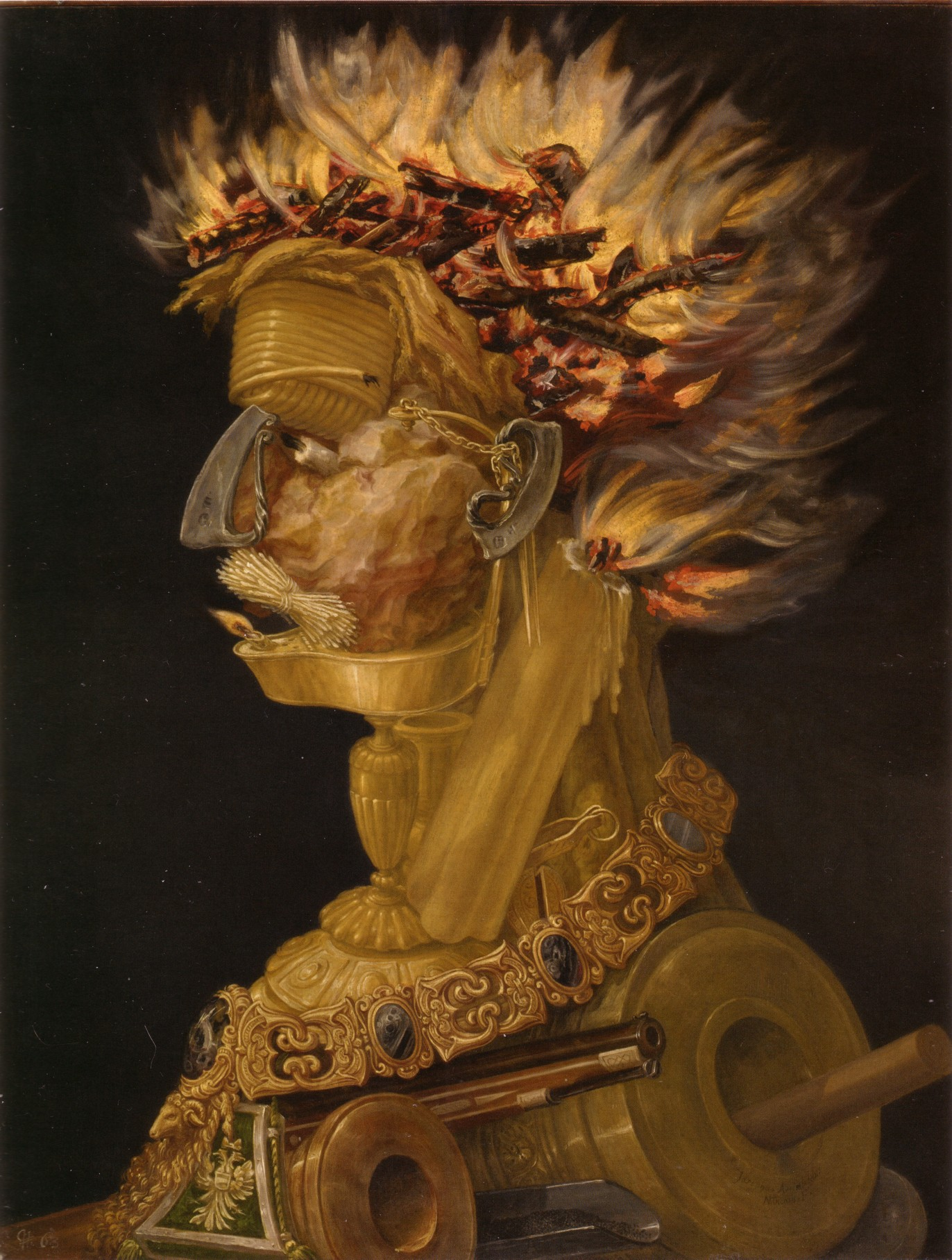
آتش، رنگ روغن بر روی چوب، ۱۵۶۶، وین، اتریش
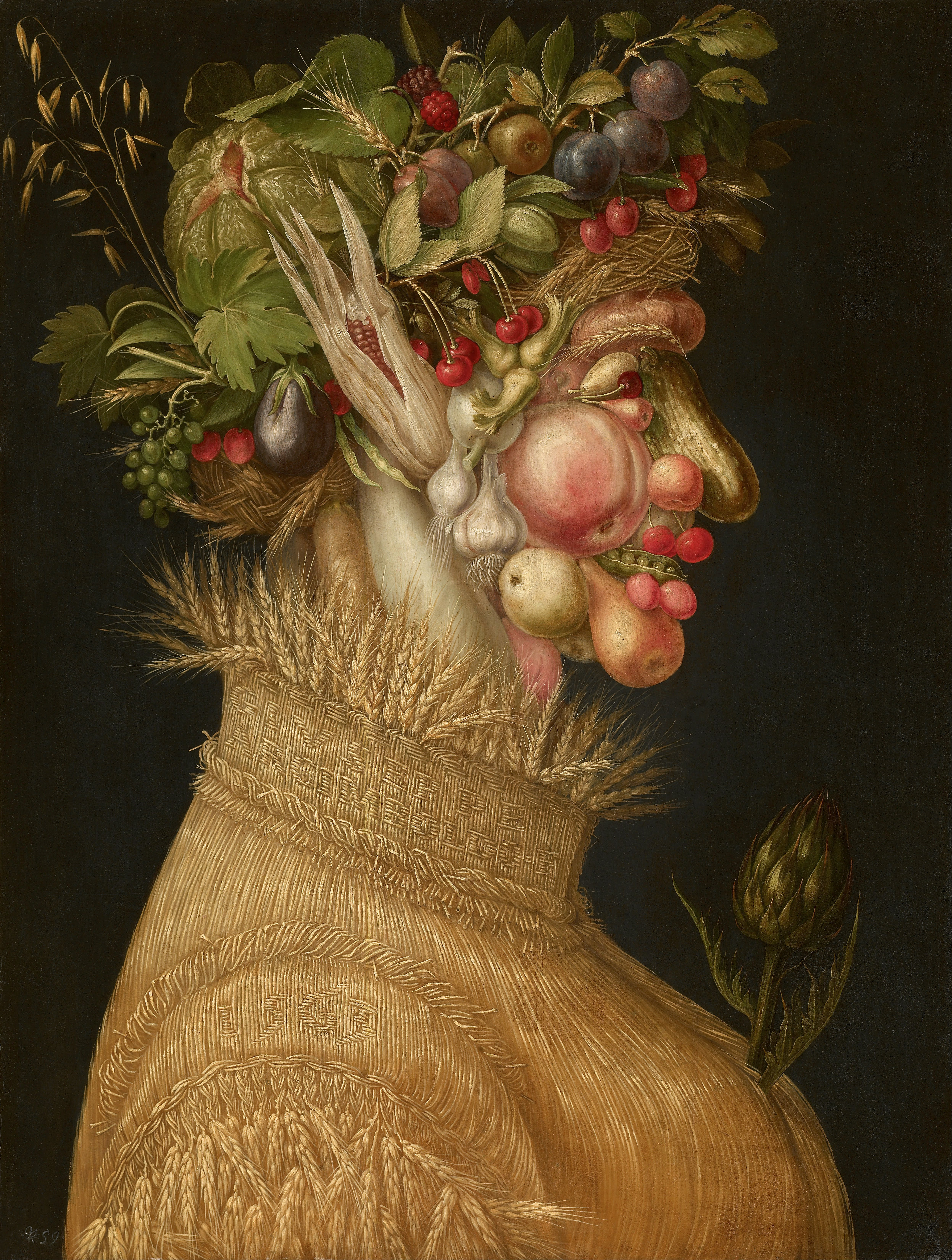
نسخه جدیدتری از «تابستان»، ۱۵۶۳، وین، اتریش